# Eulipotyphla
Az Eulipotyphla az emlősök (Mammalia) osztályának és a Laurasiatheria öregrendjének egyik rendje.
A mai ismeretek szerint ebbe az emlősrendbe jelenleg 494 élő és nemrég kihalt faj tartozik.

## Tudnivalók
Ez az emlősrend a molekuláris módszertan javaslatán létrejött törzsfejlődéses rekonstrukció, mely magába foglalja azokat a Laurasiatheria-beli csoportokat, amelyek manapság már nem tartoznak az egykori, de ma már felszámolt polifiletikus csoportba, azaz a Lipotyphla rendbe, de se nem tagjai az Afrotheria öregrendnek, mint például a tanrekfélék (Tenrecidae) és az aranyvakondfélék (Chrysochloridae), amelyek ma már együttesen az Afrosoricida rendet alkotják.

## Rendszerezés
A rendbe az alábbi 4 élő család és 8 alcsalád, valamint 2 fosszilis család tartozik:
- †Amphilemuridae Heller, 1935
- sünfélék (Erinaceidae) Waldheim, 1814 - 24 faj
  - tüskés sünök (Erinaceinae) Fischer, 1814
  - szőrös sünök (Galericinae) Pomel, 1848
- †karibicickány-félék (Nesophontidae) Anthony, 1916 - 9 faj
- patkányvakondfélék (Solenodontidae) Gill, 1872 - 4 faj
- cickányfélék (Soricidae) Waldheim, 1814 - 410 faj
  - fehérfogú cickányok (Crocidurinae) Milne-Edwards, 1872
  - afrikai fehérfogú cickányok (Myosoricinae) Kretzoi, 1965
  - vörösfogú cickányok (Soricinae) Waldheim, 1814
- vakondfélék (Talpidae) Waldheim, 1814 - 47 faj
  - újvilági vakondformák (Scalopinae) Gill, 1875
  - vakondformák (Talpinae) Waldheim, 1817
  - cickányvakondformák (Uropsilinae) Dobson, 1883

## Fordítás
- Ez a szócikk részben vagy egészben  az   Eulipotyphla című angol Wikipédia-szócikk ezen változatának fordításán alapul.  Az eredeti cikk szerkesztőit annak laptörténete sorolja fel. Ez a jelzés csupán a megfogalmazás eredetét és a szerzői jogokat jelzi, nem szolgál a cikkben szereplő információk forrásmegjelöléseként.